# Gouania scandens
Gouania scandens är en brakvedsväxtart. Gouania scandens ingår i släktet Gouania och familjen brakvedsväxter.

## Underarter
Arten delas in i följande underarter:
- G. s. glandulosa
- G. s. scandens